# Flavio Ciampichetti
Flavio Ciampichetti (* 7. März 1988 in Pergamino) ist ein argentinischer Fußballspieler.

## Karriere
Über die Anfänge seiner Karriere ist wenig bekannt, da er in den ersten Jahren in unterklassigen argentinischen Ligen gespielt hat.
Bis 2010 spielte Ciampichetti bei Defensores de Belgrano de Villa Ramallo. 2010 schloss er sich ablösefrei dem CA Douglas Haig an, bei dem er nur drei Monate blieb, bevor er sich dem CSD La Emilia anschloss. Im Jahre 2011, nach einem halben Jahr, schloss er sich wieder seinem ersten Verein Villa Ramallo an. Dort blieb er bis zum Jahr 2014. Am 1. Juli 2014 wechselte er zum Zweitligisten Quilmes AC. Nachdem er dort kein einziges Spiel bestritten hatte, wechselte er am 30. Januar 2015 zu Guillermo Brown, der ebenfalls in der zweiten argentinischen Liga spielte. Im Januar 2016 wechselte er zum chilenischen Erstligisten CD Antofagasta. Dort blieb er drei Jahre, kam auf 76 Einsätze und erzielte 24 Tore. Am 26. Januar 2019 wechselte er zu CSD Macará nach Ecuador, wo er in einem halben Jahr auf zehn Einsätze und zwei Tore kam. Am 1. Juli 2019 wagte er den Schritt nach Europa und schloss sich dem belgischen Erstligisten KAS Eupen an. Nach Ablauf seines Vertrages am 30. Juni 2020 war er drei Monate ohne Verein und ging dann zu Cultural Leonesa in die dritte Liga Spaniens.